# 螺钿

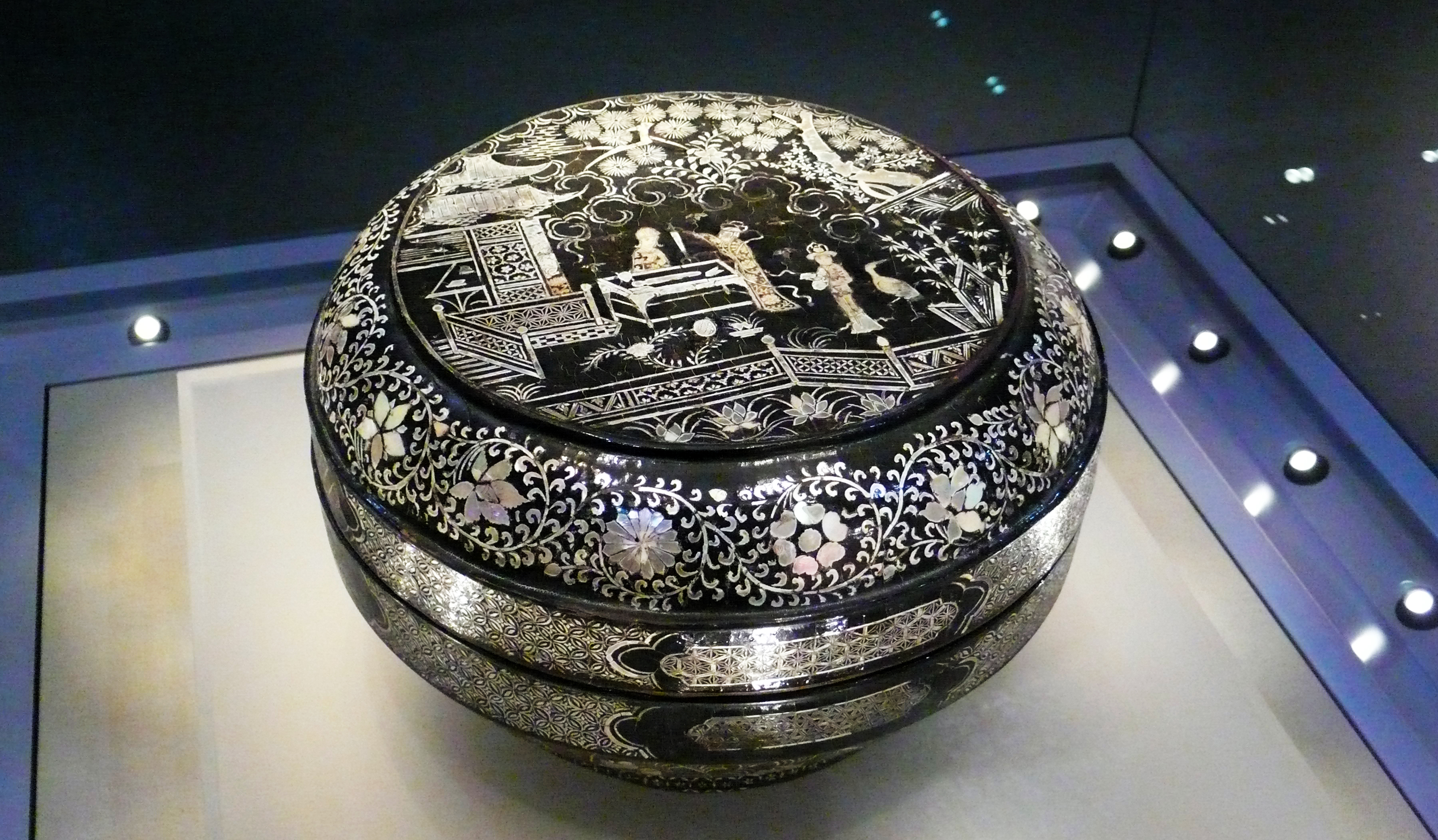
螺钿装饰的漆器

螺钿，是將贝壳或海螺鑲嵌在器皿表面的一种装饰工艺，因為會閃發出銀紫色的光芒而得名。螺鈿工藝源自於中國的周朝，但目前全東亞地區都擁有這種技藝，最常見於木器，也能用于漆器、銅器和金器上。

## 名稱
在中文中的別稱較多，有螺鈿紫、螺甸、螺填、钿嵌等，但在東亞的其他語言中統一稱作螺鈿，故本條目以螺鈿為標題。

## 分類
螺钿一般可分为厚螺钿（硬螺钿）和薄螺钿（软螺钿）两类。
螺钿常与蒔繪（一种用金银粉在漆器上贴出图案和花纹的漆艺）结合装饰漆器。螺钿与金银薄片共用的技法叫做平脱，是蒔繪的前身，但蒔繪工艺比平脱更为先进，制作出的纹饰更为美观。
螺鈿片所用的材料主要包括鲍鱼壳、青色珍珠蚌、夜光蝾螺、白蝶貝、珠母贝、琥珀、玳瑁等，有时也在贝壳上雕刻花纹。

## 發展

### 中國
螺钿工艺在周代已经流行。

### 日本
日本的螺鈿工藝最早从唐朝開始從中國引進，最著名的是正倉院收藏的螺鈿駱駝五弦琵琶、螺鈿鸚鵡瓔珞阮琴、和螺钿紅寶石銅鏡，自100多年前的奈良时代開始就發展出的日本的獨立風格，在江戶時代開始发展至巔峰：
平安时代时，螺钿被用作建筑物的漆质；
鎌倉時代时，螺钿被用于装饰马鞍；
室町時代时，精美的中国螺钿极大地促进了日本风格的形成。
直到安土桃山時代，螺钿工艺还在不断发展，这种状况一直持续到孤立主义盛行的江户时代。
在南蛮贸易中，螺钿装饰的欧式衣柜和咖啡杯是独特的奢侈品。
在江户时代，螺钿在欧洲市场仍然很受欢迎，匠人仍需注重日本螺钿工艺。即使是在江户时代，也有不少著名的匠人，生島藤七、青貝長兵衛和杣田細工，他们的作品非常有名。在当代的日本，螺钿被广泛应用於现代和古典风格的器物上。

### 朝鮮
螺钿工艺在唐朝传入统一新罗时代的朝鲜半岛。作品有螺钿漆花文函等。

## 銅器嵌螺鈿
嵌螺鈿是銅器裝飾工藝，用貝殼內壁製成圖形，然後黏貼於銅器的表面，研磨後雕花。周代已流行，至唐代達到巔峰水平。